# Richtungssinn (Elektrotechnik)
Unter dem Richtungssinn versteht man in der Elektrotechnik die Vorzeichenkonvention skalarer Größen, wie der elektrischen Stromstärke, der elektrischen Spannung oder des magnetischen Flusses.
Ein Begriff, der „Richtung-“ enthält, überrascht im Zusammenhang mit Skalaren, die ja im Gegensatz zu Vektoren keine Richtung haben. Im Falle der elektrischen Stromstärke ist deren Richtung die Bewegungsrichtung positiver Ladungsträger oder die der Bewegungsrichtung negativer Ladungsträger entgegengesetzte Richtung. In einem näherungsweise als eindimensional betrachtbaren Leiter, z. B. in einem Kabel, wird damit das Vorzeichen der Stromstärke festgelegt. Beim Strom wird auch von der konventionellen Stromrichtung oder der physikalischen Stromrichtung gesprochen.
Die skalaren Größen, für die in ihrer Definition ein Richtungssinn festgelegt wird, gehen durch Integration über eine Fläche aus einem Dichtevektor hervor, aus dessen Richtung sich der Richtungssinn ergibt. Das heißt, der Richtungssinn des elektrischen Stroms ergibt sich aus der Richtung des Stromdichtevektors, der Richtungssinn des magnetischen Flusses aus der Richtung der magnetischen Flussdichte usw.
Die zurückgezogene DIN 5489 verwendet den Begriff „Richtungssinn“ auch im Zusammenhang mit dem magnetischen Fluss und der magnetischen Spannung; die Nachfolgenorm DIN EN 60375 spricht einfach von der „Richtung“.

## Definitionen des Richtungssinns
| Größe                   | Symbol                            | SI-Einheit | Anwendungsort und Richtungsdefinition |
| Elektrische Stromstärke | {\displaystyle i}                 | A          | In einer Leiterquerschnittsfläche: in Bewegungsrichtung positiver Ladungsträger, bei Strömung negativer Ladungsträger in der Gegenrichtung. Gleichbedeutend: in Richtung der Flächenorientierung bei positivem Fluss der elektrischen Stromdichte {\displaystyle {\vec {S}}}, entgegengesetzt bei negativem Fluss. |
| Elektrische Spannung    | {\displaystyle u}                 | V          | Zwischen zwei Punkten: von Punkt 1 nach Punkt 2, wenn das elektrische Feld am Träger einer von 1 nach 2 geführten positiven Ladung mechanische Arbeit verrichtet (die der Feldenergie entnommen wird); in der Gegenrichtung, wenn zur Führung des Trägers mechanische Arbeit erforderlich ist (die als Feldenergie gespeichert wird). Gleichbedeutend: in Richtung der Pfadorientierung bei positivem Linienintegral der elektrischen Feldstärke {\displaystyle {\vec {E}}}, bei negativem Wert entgegengesetzt. Gleichbedeutend: vom höheren zum niederen elektrischen Potential. Bei Zweipolen: vom momentanen Plus- zum Minuspol. |
| Elektrischer Fluss      | {\displaystyle {\mathit {\psi }}} | C          | Durch eine Fläche: in Richtung der Flächenorientierung bei positivem Fluss der elektrischen Flussdichte {\displaystyle {\vec {D}}}, entgegengesetzt bei negativem Fluss. |
| Magnetischer Fluss      | {\displaystyle {\mathit {\phi }}} | Wb         | Durch eine Fläche: in Richtung der Flächenorientierung bei positivem Fluss der magnetischen Flussdichte {\displaystyle {\vec {B}}}, entgegengesetzt bei negativem Fluss. Gleichbedeutend: Für stromdurchflossene Leiterschleifen und Spulen ergibt sich der Richtungssinn des magnetischen Flusses rechtswendig aus der des erzeugenden elektrischen Stromes (rechtswendig = im Sinne einer Rechtsschraube = nach der Rechte-Hand-Regel im Sinne der Korkenzieherregel). |
| Magnetische Spannung    | {\displaystyle {\mathit {v}}}     | A          | Zwischen zwei Punkten: in Richtung der Pfadorientierung bei positivem Linienintegral der magnetischen Feldstärke {\displaystyle {\vec {H}}}, bei negativem Wert entgegengesetzt. |

## Gleichwertige größenübergreifende Definition

### Flussgrößen
Der Richtungssinn einer Flussgröße ({\displaystyle i}, {\displaystyle {\mathit {\psi }}} oder {\displaystyle {\mathit {\phi }}}, vgl. Tabelle) verläuft gleichsinnig mit der Orientierung einer flussgleichen, auf der Integrationsfläche normalen und einheitlich orientierten Vergleichsflussdichte ({\displaystyle {\vec {S}}}, {\displaystyle {\vec {D}}} bzw. {\displaystyle {\vec {B}}}).

### Spannungsgrößen
Der Richtungssinn einer Spannungsgröße ({\displaystyle u} oder {\displaystyle v}) verläuft gleichsinnig mit der Orientierung einer spannungsgleichen, längs des Integrationswegs tangentialen und einheitlich orientierten Vergleichsfeldstärke ({\displaystyle {\vec {E}}} bzw. {\displaystyle {\vec {H}}}).

## Bezugssinn und Bezugspfeil
Häufig werden in Schaltplänen Zählpfeile (= Bezugspfeile) für den Strom eingetragen, die den Bezugssinn von elektrischem oder magnetischem Strom bzw. Spannung angeben. Die Richtung des Bezugspfeils ist dabei frei wählbar. Ein positiver Wert bedeutet dann, dass der Richtungssinn mit dem Bezugssinn übereinstimmt, und ein negativer Wert, dass der Richtungssinn entgegengesetzt ist.

## Messtechnisches Beispiel
Wenn ein Strommessgerät, das positive und negative Werte anzeigen kann, positiv ausschlägt, verläuft der Richtungssinn des gemessenen Stromes von der Plus- zur Minusklemme des Messgeräts, bei negativem Messwert von der Minus- zur Plusklemme. Das Wirkprinzip des Messgeräts beachtet die oben erläuterte Konvention zum Richtungssinn des elektrischen Stromes. Der frei wählbaren Richtung des Bezugssinns für den Strom im Rechenmodell entspricht die frei wählbare Polung des stromführenden Leiters bei der Messung.